# Diane de Foix
Pour les articles homonymes, voir de Foix.
Charlotte-Diane de Foix-Candale (après 1540, Comté de Benauges - 24 mai 1587, Bordeaux) est devenue comtesse de Gurson après son mariage en 1579 avec Louis de Foix, qui a trouvé la mort dans la bataille de Montraveau le 29 juillet 1587. Michel de Montaigne lui a consacré le vingt-sixième de ses essais qui traite de l'éducation d'enfants.